# Jerzy Szczupaczyński
Jerzy Zygmunt Szczupaczyński – polski politolog, doktor habilitowany nauk społecznych, adiunkt na Wydziale Nauk Politycznych i Studiów Międzynarodowych Uniwersytetu Warszawskiego. Specjalista w zakresie socjologii polityki i zarządzania publicznego. 

## Praca naukowa
W dniu 29 kwietnia 2015 r. uzyskał na ówczesnym Wydziale Dziennikarstwa i Nauk Politycznych UW stopień doktora habilitowanego nauk społecznych w dyscyplinie nauk o polityce na podstawie dorobku naukowego i rozprawy Władza a moralny wymiar przywództwa. 
Należał do kadry naukowo-dydaktycznej Instytutu Nauk Politycznych UW, a po jego likwidacji w ramach reorganizacji wydziału w 2019 r. wszedł w skład zespołu Katedry Socjologii Polityki i Marketingu Politycznego. Ponadto wykładał w Szkole Wyższej Psychologii Społecznej oraz w Olympus Szkole Wyższej. W 1998 r. otrzymał nagrodę rektora UW za zredagowaną przez siebie antologię Władza a społeczeństwo. 
Był promotorem pracy doktorskiej Przywództwo wojskowe w warunkach bojowych autorstwa Anny Zygo. 